# Miyazawa Michel
Michel Miyazawa (sinh ngày 14 tháng 7 năm 1963) là một cầu thủ bóng đá người Nhật Bản.

## Sự nghiệp câu lạc bộ
Michel Miyazawa đã từng chơi cho Fujita Industries và JEF United Ichihara.

## Thống kê câu lạc bộ

### J.League
| Đội                 | Năm       | J.League | J.League | J.League Cup | J.League Cup | Tổng cộng | Tổng cộng |
| Đội                 | Năm       | Trận     | Bàn      | Trận         | Bàn          | Trận      | Bàn       |
| ------------------- | --------- | -------- | -------- | ------------ | ------------ | --------- | --------- |
| JEF United Ichihara | 1992      | -        | -        | 9            | 0            | 9         | 0         |
| JEF United Ichihara | 1993      | 19       | 0        | 4            | 0            | 23        | 0         |
| JEF United Ichihara | 1994      | 28       | 2        | 0            | 0            | 28        | 2         |
| JEF United Ichihara | 1995      | 11       | 0        | -            | -            | 11        | 0         |
| Tổng cộng           | Tổng cộng | 58       | 2        | 13           | 0            | 71        | 2         |